# Сокольський монастир

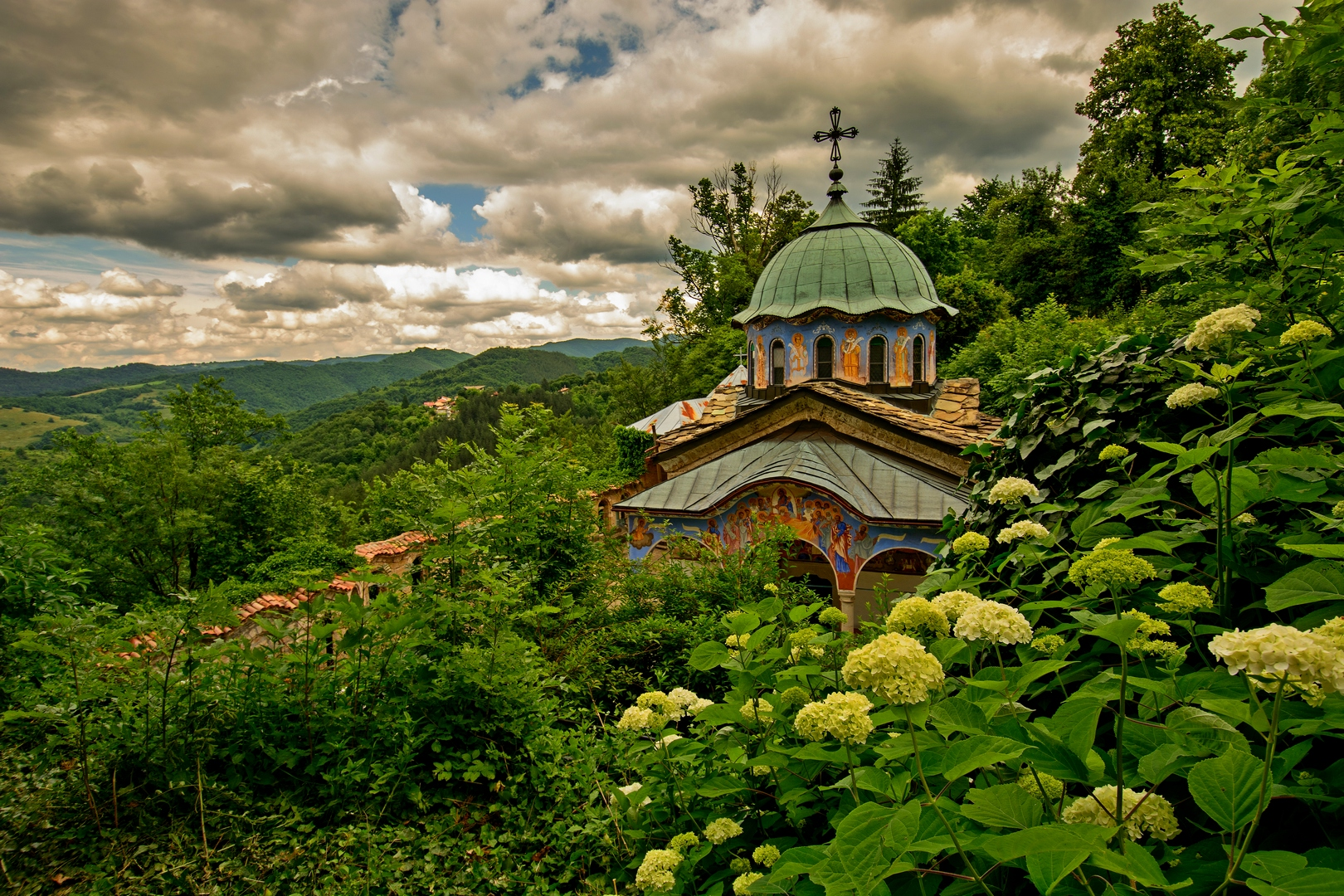
Сокольський монастир

Габровський Сокольський кляштор «Успіння Богородиці» (називають також його Габровсько-Сокольський монастир, Габровсько Сокольський монастирь або монастир) — діючий дівочий монастир  Православної церкви Болгарії, розташований в Північній частині Болгарії, недалеко від Габрово. Монастир був заснований на початку 1833 року Йосипом Сокольським.

## Розташування
Монастир розташований в місцевості Соколова печера у верхній течії річки Янтра, серед північних схилів Балканських гір, в 4 км на південь від етнографічного  селища Етир і в 12 км на південний схід від Габрово. Поруч з монастирем є автобусний транспорт, а від Етира можна дістатись за позначеною стежкою менш ніж за дві години.
Місцевість Соколова печера дала назву  монастирю, а також  назва походить і від засновника  архімандрита Йосипа Сокольського.

## Історія
Сокольський  монастир був заснований в 1833 році Архімандритом Йосипом, відомим пізніше у боротьбі за церковну автономію, як уніатский архієпископ Йосип Сокольський. Він прибув у свій рідний край від Троянського монастиря в супроводі ієромонаха Агалія.
Церква, і перший житловий будинок, побудовані ззнаменитим першим майстром Костянтином з Печери, який згодом побудував  ще й соборну церкву у  Троянському і Батошевському монастирі. У дворі житлових корпусів розташований знаменитий Сокольський фонтан, який вказує на справу першого майстра Миколи Фічева.
Новозаснований монастир був урочисто відкритий 15 серпня 1834 року за відповідним указом Тирновського патріарха митрополита Іларіона Критського. В 1836 році Йосип Сокольський відкрив в монастирі школу, де короткий час учителював Неофіт Бозвелі. У монастирі Йосип Сокольський розкрив і літературний центр. Диякон Іларіон був відправлений у Тирново, щоб вивчити псалтир, і шукати і готувати вчителів.
31 липня 1856 року тут оселилився загін Капітана Діда Миколи(1856 р.), з наміром підготовки центру  повстання. Тут освячено  прапор загону. Васіл Левський також знайшов притулок тут.
Багато років церква Сокольського монастиря стояла без оздоблення. Вона була без розпису, без красивого різьбленого іконостасу, з поганою підлогу. Російський віцеконсул від Пловдива Найден Геров, який відвідав монастир на храмовіе його свято (15 серпня) 1858 р., з обуренням зазначив, що церква залишена в пошарпаномму стані, позбавлена будь-яких прикрас, навіть не було і храмової ікони «Успіння пресвятої Богородиці».
У 1862 році піп Павло Зограф і його син Микола з с. Шипка Казанлак прикрашають фресками наос церкви та її нартекс. У тому ж році був виготовлений і іконостас з королівськими та святковимиі іконами  відомих представників  Тревненскатої школи Йоаники папи Витанова, Симеона Цонюва і багато інших. Для його виготовлення було витрачено 2 500 гроша. На ньому були розміщені 6 великих королівських ікон та 15 малих святкових ікон. У куполі зображений Ісус Христос. Храмова ікона була написана габровским живописцем Христо Цокев і була ним пожертвувана. Вона була підписана: «Живопис Хр. Цокев, Габрово, 8 серпня. 1880 р.». У 1868 році Уста Кольо Фічето побудував кам'яний фонтан, сьогодні цінний архітектурний пам'ятник.
1 травня 1876 р. були зібрані повстанці воєводи Цанко Дюбастанова і звідси Габровський загін почав бойовий шлях. Під час Квітневого повстання 1876 року. тут розмістився загін Дюстабанова. З монастиря, благословенного ченцями, вони ходять і б'ють села Кравенік та Нове СелоТурки розбили загін, а вісім хетнусів повісили на шибениці на краю скелі монастиря, і їх тіла кинули в прірву. Дюстабанова повісили на шибениці в Тирново.
Під час Російсько-турецької війни (1877—1878) монастир був перетворений у військовий госпіталь.
З моменту свого заснування в 1959 році монастир був чоловічий і в ньому служили понад 100 ченців. Монашеським братством управляло 15 абатів. У 1839 році архімандрит Йосип Сокольський заснував в Габрово дівочий монастир «Свято-Благовіщенський», який був підірваний в 1959 році комуністичною владою в Болгарії, і черниці були переміщені в Сокольський монастир. У північній частині монастиря в 1968 році. черниці оселилися у каплиці «Святого Благовіщення» і в ній  був збережений іконостас та ікони «Ісус Христос» та «Діва Марія з Дитиною», написана Захарієм Зограф.

## Галерея

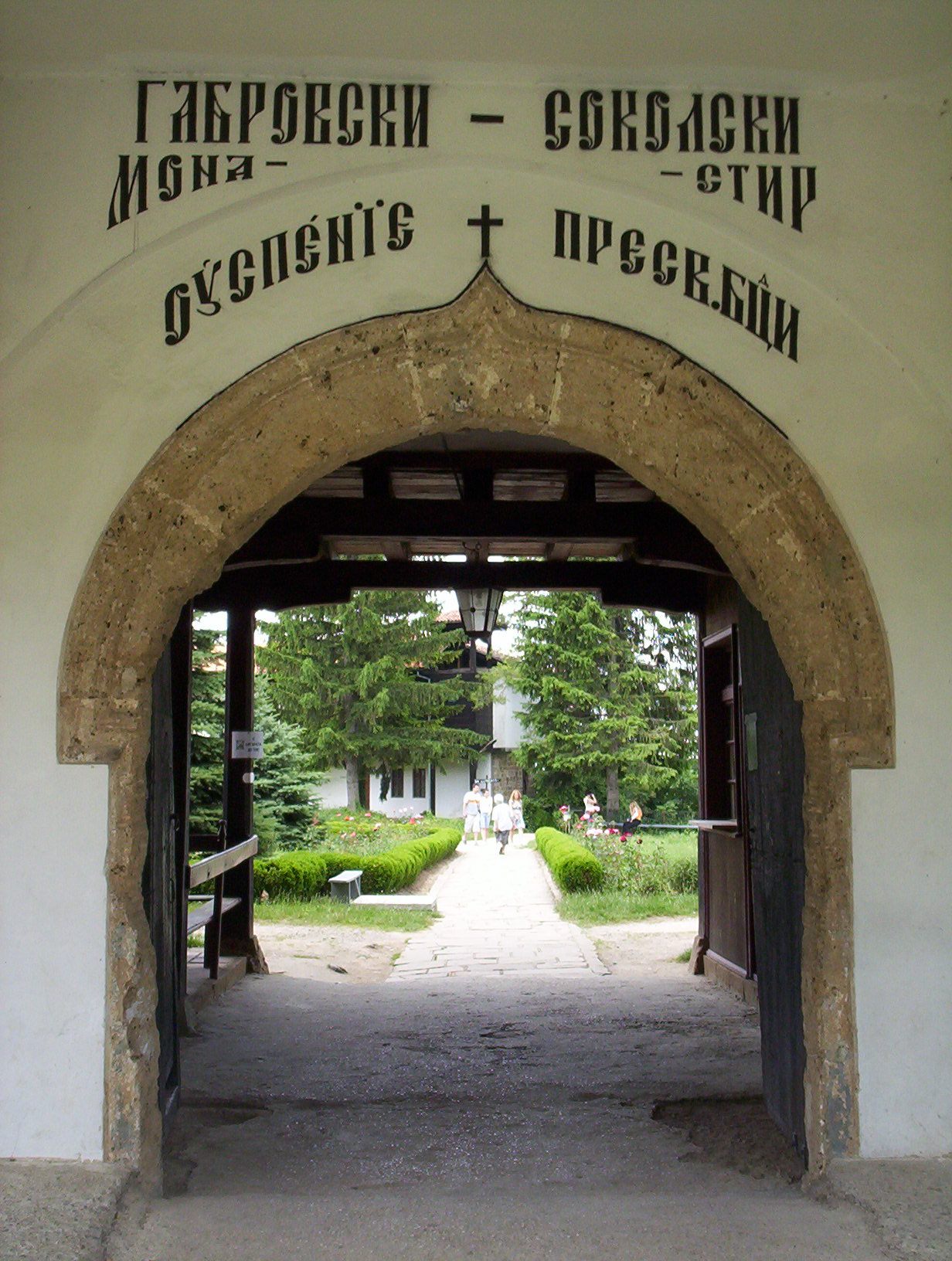
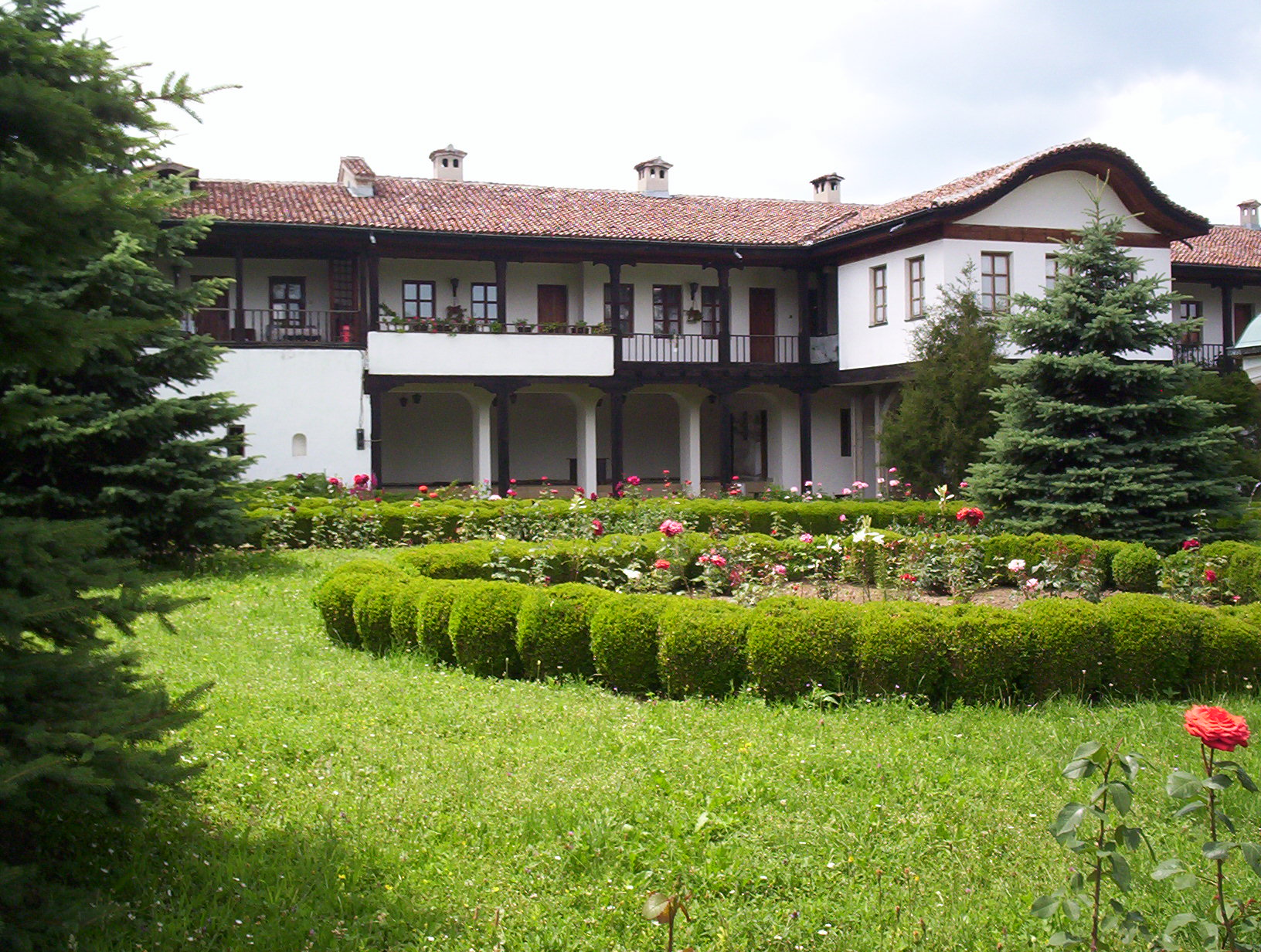
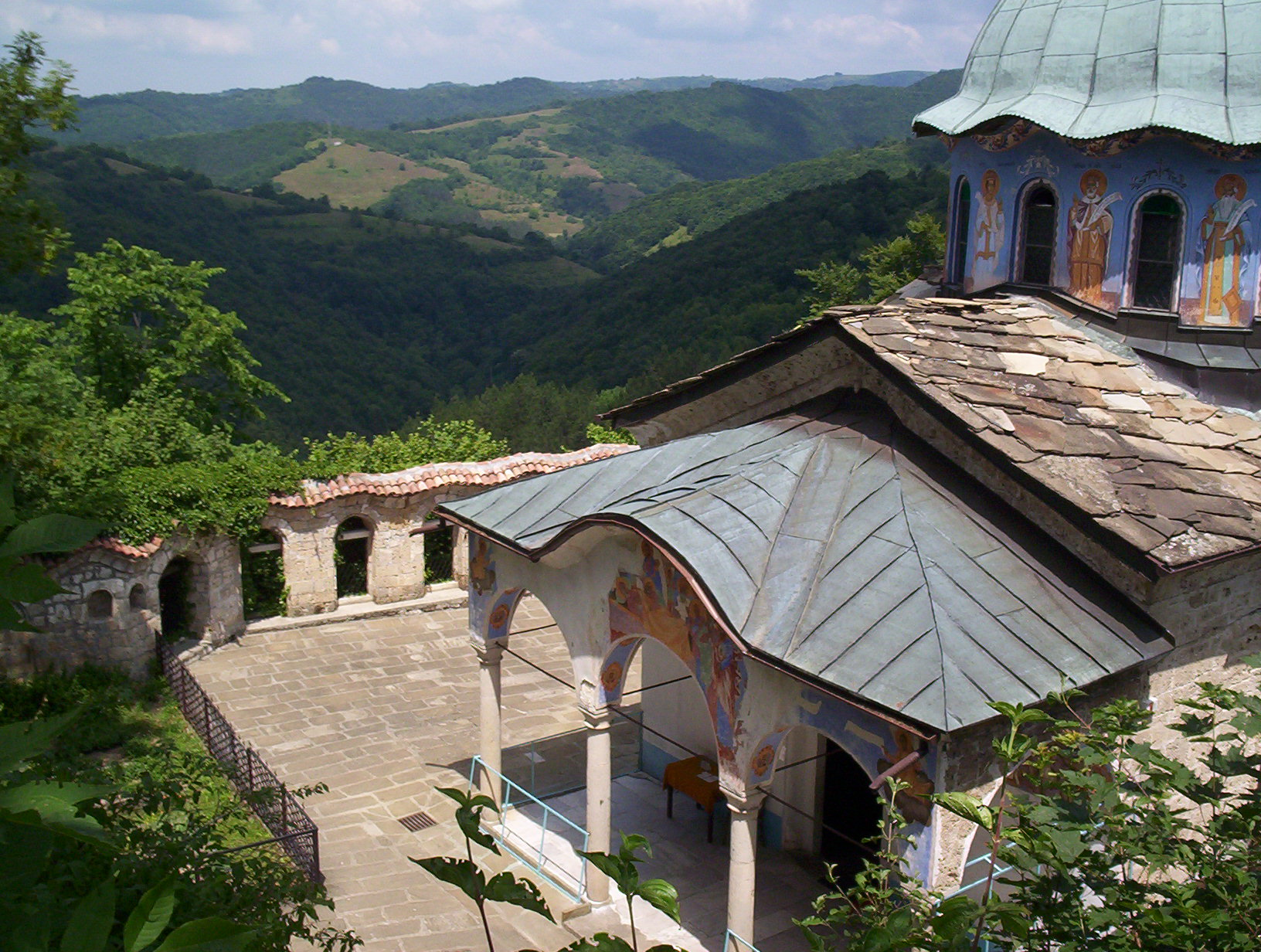
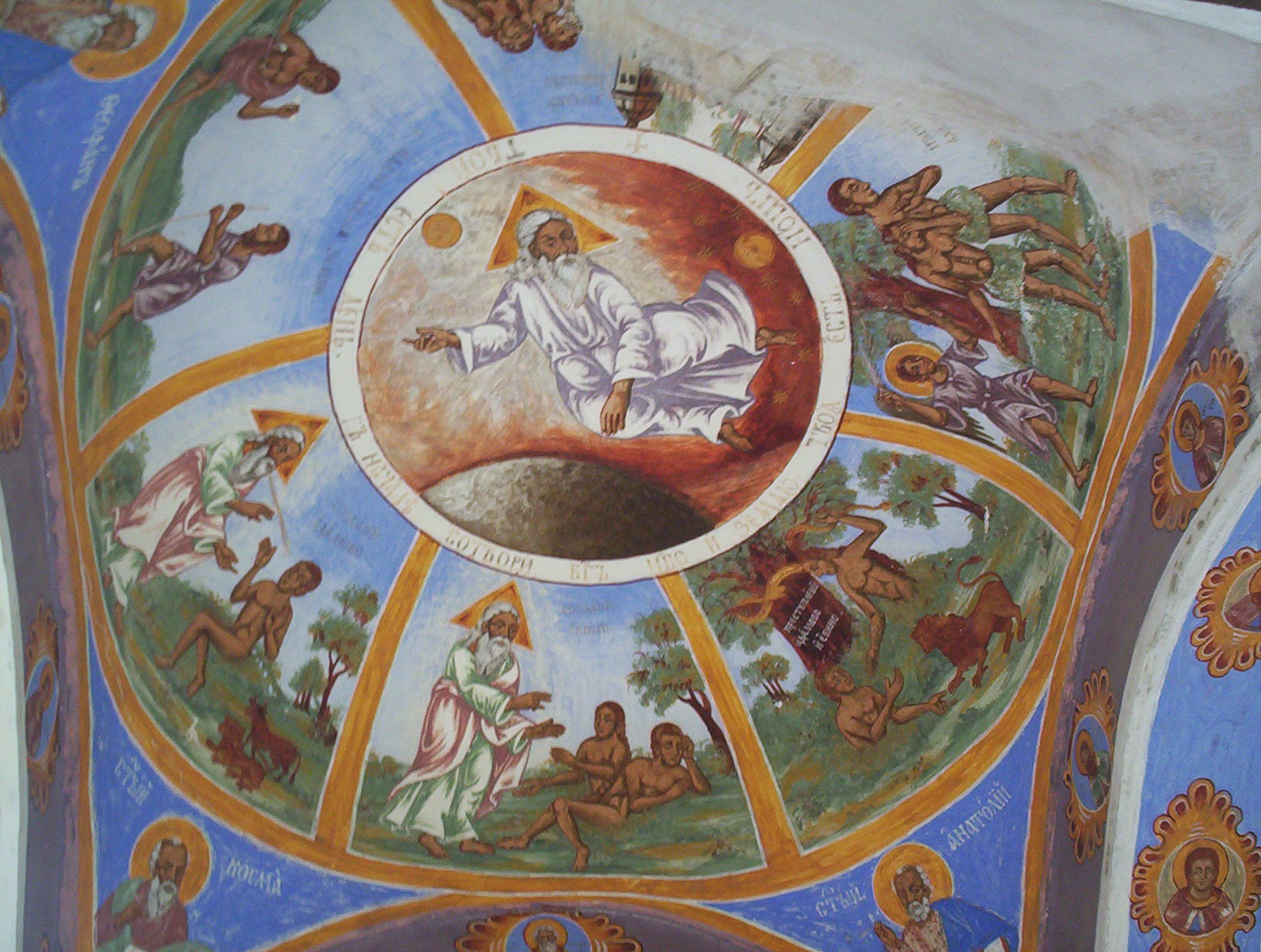
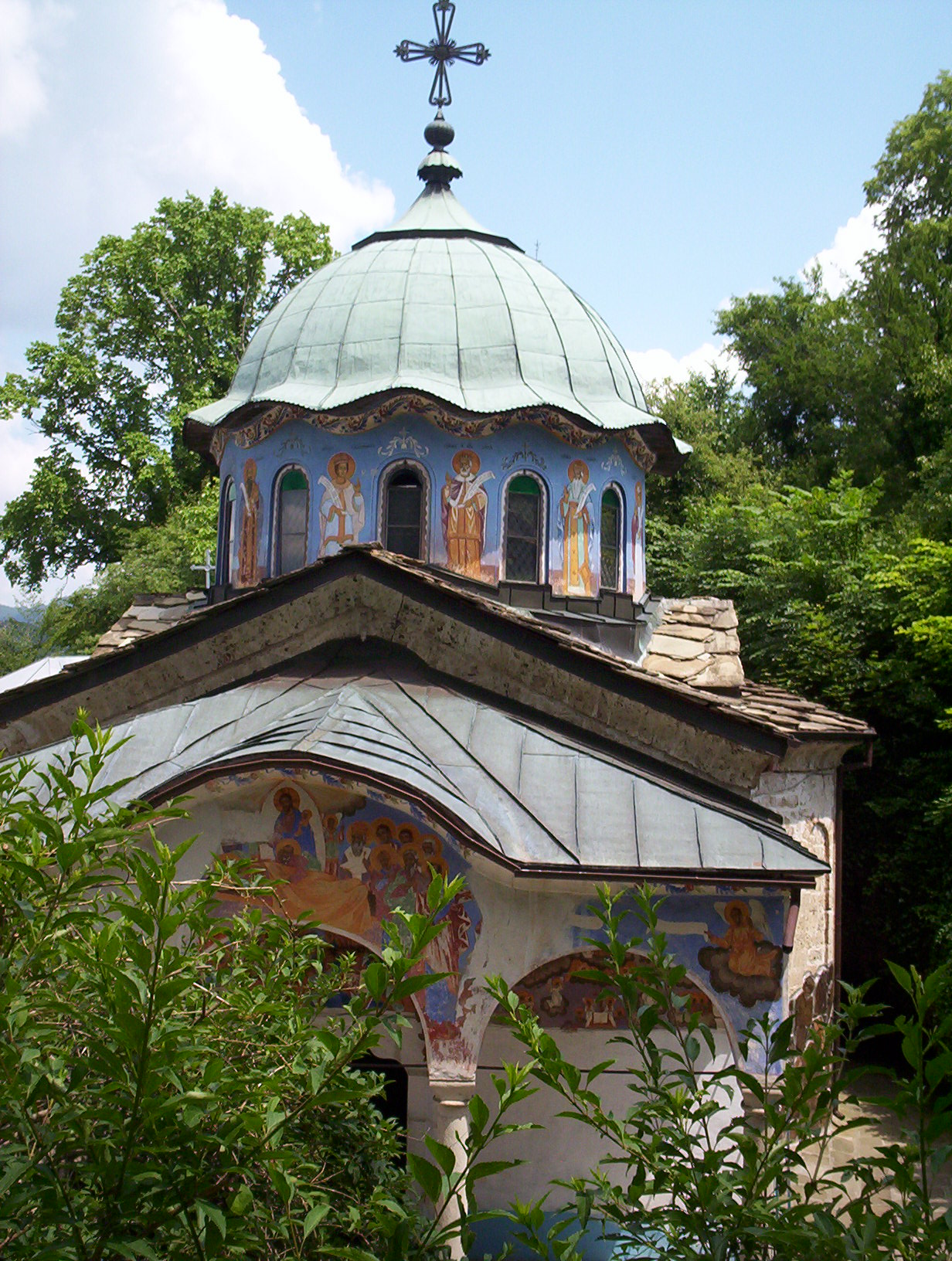

## Інші
- Крім монастиря є збудований музей, де виставлена експозиція з реліквіями від боротьби за визволення.
- Сокольський монастирь, був названий історичною місцевістю наказом № 357/11.03.1973 на КОПС.
- Він віднесений до категорії охоронної зоні  за наказом № РД 1322 від 27.12.2002  МОСВ  Він охоплює площу 75,5 гектарів монастирських лісів та земель лісового фонду.